# Mem Moniz de Ribadouro
Mem Moniz de Ribadouro (c. 1080 - 1154)) foi um rico-homem portucalense, da linhagem dos Riba Douro, uma das cinco grandes famílias do Entre-Douro-e-Minho condal do século XII. Foi conhecido, nas Inquirições do séc. XIII, por meono Dom Mendo. Entre os vastos bens de que foi senhor, destacam-se as honras de Quintela da Lapa e Barbosa.

## Primeiros anos
Desconhecidos ou confusos são os principais acontecimentos da sua vida e as suas origens. Nascido provavelmente por volta de 1080, é geralmente considerado filho de Monio Ermiges de Ribadouro e Meana D. Ouroana[a]. Desta forma seria neto de Ermígio Viegas, bisneto de Egas Moniz o Gasco e desta feita trineto do primeiro membro conhecido da família. 

## Na corte
Tendo o seu irmão Egas Moniz, o Aio, conquistado a confiança dos condes de Portucale, Henrique de Borgonha e Teresa de Leão, a família ganhou uma grande preponderânciaː também Mem, irmão daquele, saiu beneficiado com várias doações. Por essa altura estava casado com a sua primeira mulher, Gontinha Mendes, filha do magnate Mem Viegas de Sousa, pois ambos surgem como beneficários das doações dos condes. Ainda com o conde vivo, ambos receberam a igreja e vila de Entre-os-Rios, que em 1120 doariam ao Mosteiro de Paço de Sousa, que beneficiou de outras doações do casal na região de Penafiel a partir de 1121.
Mem Moniz exerceu também diversos cargos tenenciais, nomeadamente em  Penafiel, Sanfins, Cinfães, Aregos, Lamego, ou Tarouca. Em Soure chegaria inclusive a partilhar o assento tenencial com  Gonçalo Gonçalves de Marnel. 

### Da morte de Henrique de Borgonha às vésperas da Batalha de São Mamede (1112-1128)
Morto o conde Henrique, o prestígio alcançado no seu governo não decresce, muito pelo contrário: a sua proeminência estava no auge. Na questão suscitada entre os bispos do Porto e de Coimbra sobre a Diocese de Lamego, que se unira ao Porto, embora sob jurisdição de Coimbra, e que foi levada ao Papa Pascoal II, a notoriedade de Mem está patente no facto que foi um dos três aristocratas da corte condal que então receberam carta papal, para além da própria condessa. A contenda resolveu-se parcialmente, a favor de Coimbra, graças à intervenção destes três nobres. 
Contudo, não foi uma solução definitiva, até porque, em 1122, o conflito renasce entre os bispos do Porto e Coimbra, e Mem Moniz interfere novamente, junto à condessa e outros aristocratas portucalenses.  
Entretanto, a condessa-rainha Teresa enfrentava uma discórdia com a irmã, a rainha Urraca de Leão e Castela, pelas tentativas que a condessa fazia para duplicar os seus territórios para leste, confirmadas por um tratado entre ambas, em 1123. Alguns nobres partilhavam terras reconhecidas por esse tratado à que desde 1116 se intitulava rainha dos portugalenses. 

## O confronto de São Mamede

### A ascensão de Afonso VII de Leão e o enfraquecimento de Teresa
Porém, por morte de Urraca de Leão em 1126, sucede-lhe no trono Afonso VII, o qual readopta o título de imperador de toda a Hispânia do avô, procurando a vassalagem dos demais reinos, incluindo entre eles também o Condado Portucalense, que há muito demonstrava tendências autonomistas. 

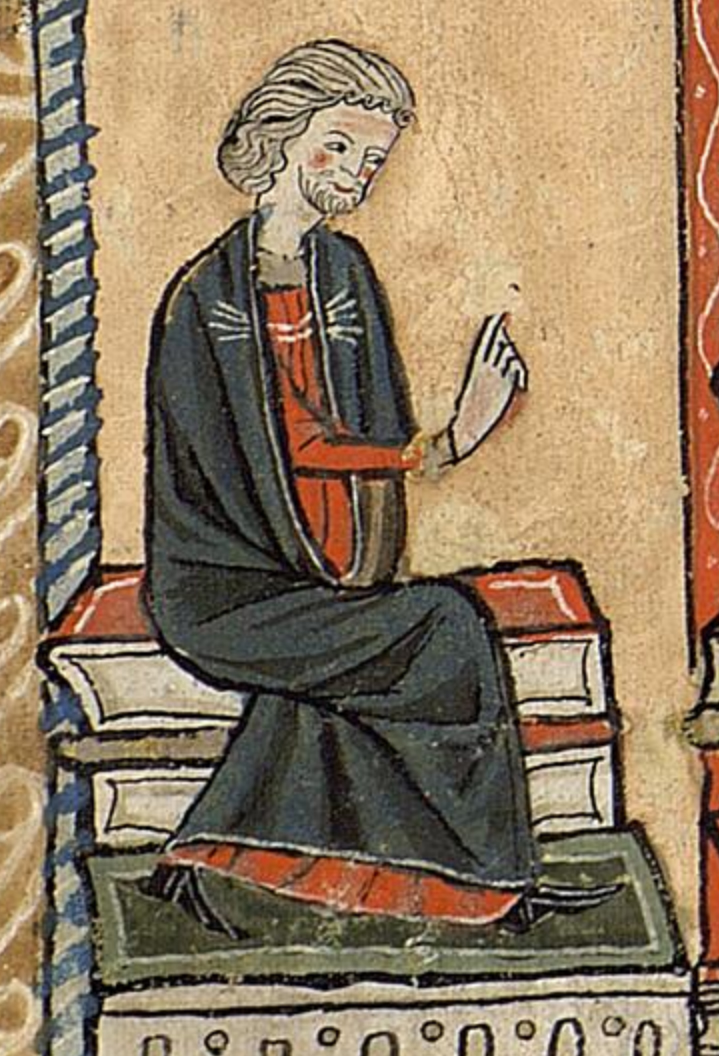
Bermudo Peres de Trava

Tudo mudaria em Portugal com a entrada de dois magnates galegos, irmãos: Bermudo Peres de Trava e Fernão Peres de Trava. A influência que passaram a exercer na rainha de Portugal foi forte o suficiente para, no caso de Bermudo, desposar uma das infantas, Urraca Henriques, e no caso de Fernão, manter uma proximidade maior com a condessa, de quem terá tido inclusive descendência.
Ambos pareciam ser interventores dos dirigentes galegos Pedro Froilaz de Trava (pai dos dois magnates) e Diego Gelmírez, Arcebispo de Santiago, interessados em travar a marcha da libertação portuguesa pela qual a rainha, que até então se batera ferozmente, se deixava enredar neste ardil. A influência que passaram a exercer na rainha de Portugal foi de facto forte o suficiente para afastar magnates de confiança de então, como Egas Moniz, o Aio, dos seus cargos, afastamento provado pelo facto de Egas Moniz, importante homem de confiança de Teresa e do seu então falecido esposo, o conde Henrique de Borgonha, passara a estar submetido em termos governativos, a Fernão Peres, que o substituíra na tenência de Coimbra, e o mesmo com Bermudo Peres, que assumira as de Viseu e Seia.

### A educação do herdeiro Afonso e as primeiras revoltas
Egas Moniz, o Aio era o magnate que por vontade dos condes, se encarregava da educação do então herdeiro, o infante Afonso. O infante crescia “em idade e boa índole” por educação do seu Aio, que amiúde lhe deve ter pintado a sujeição em que Portugal ia recuando no caminho da libertação quase conseguida, a dependência cada vez maior dos galegos a que Portugal se sujeitava na pessoa da sua rainha. O infante que Egas criara e agora incitava à revolta, apesar da ainda curta idade, era, desta forma, também afetado pela vinda dos magnates galegos, que lhe passaram a ser apresentados como os seus inimigos e os que mais ameaçavam a sua herança.
Com efeito, Afonso Henriques mostra a sua rebeldia contra a mãe nos inícios de dezembro de 1127, na carta de couto à ermida de S. Vicente de Fragoso; no próprio documento surge como “conde de Neiva” (ou “tenente de S. Martinho”) e surgem a apoiá-lo: o conde Afonso (que seria provavelmente sogro de Egas Moniz), Lourenço (que poderia já ser o seu filho mais velho) e outros. Em maio do ano seguinte, Egas Moniz volta a apoiar novas rebeldias do seu pupilo (como o foral a Constantim de Panoias, e talvez a doação de Dornelas à Ordem do Hospital), tendo anteriormente, por exigência de situações delicadas dos rebeldes, levado o pupilo a reconciliações fingidas com a mãe.

### A luta pela independência

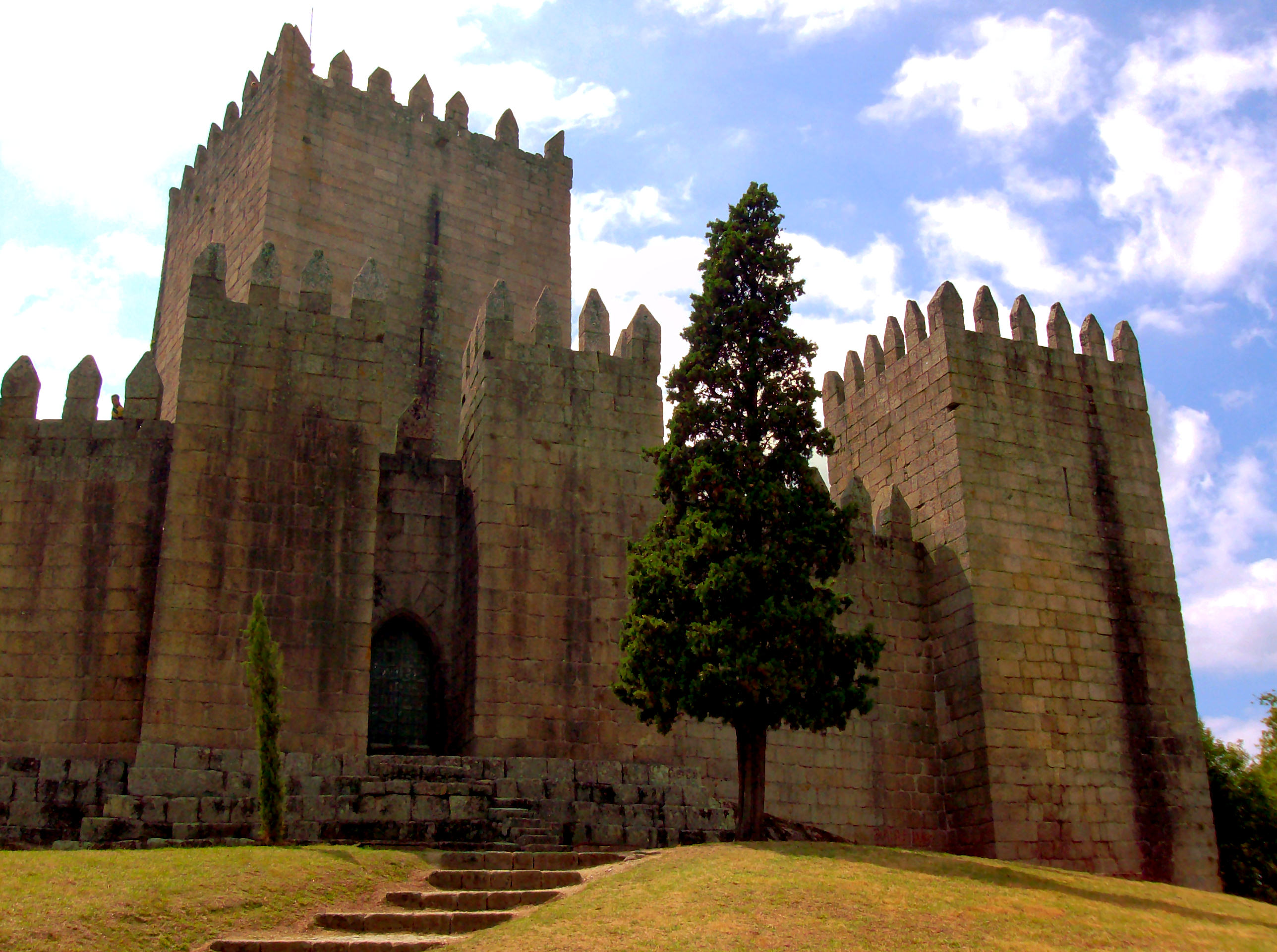
O Castelo de Guimarães, junto ao qual se travou uma das mais importantes batalhas da resistência portuguesa.

A mais flagrante das investidas contra a suserania leonesa dá-se em março (ou inícios de abril) de 1128, forçada pela vinda a Portugal do Imperador Afonso VII em pessoa. Este havia preparado a sua viagem pré-nupcial a Barcelona por mar, para se casar, e desejara uma solução pacífica para o conflito português. Partiu, assim, para o seu destino, do qual não regressaria antes de novembro de 1128, uma vez que entre Barcelona e Leão-Castela se encontrava Aragão, governado pelo padrasto e um dos seus maiores adversários, Afonso O Batalhador.
Os rebeldes aproveitam a ocasião: em maio, estão com Egas Moniz em rebeldia definitiva contra a rainha Teresa. Egas Moniz retirara-se para reunir um exército nas suas terras, com o qual interviria na batalha, que se trava junto ao Castelo de Guimarães, o foco dos revoltosos, no dia de S. João de 1128, batalha que ficaria conhecida como a célebre Batalha de São Mamede. Diz-se que o infante fora batido, e ia fugindo dos campos quando encontra Egas Moniz à testa das suas gentes de armas: ambos vão sobre os “estrangeiros”, que dizem “indignos”, e “esmagam-nos”. 
Apesar de lidar com Aragão, nada impediu Afonso VII de combater Portugal: protegendo-se de Aragão, mas pretendendo uma ofensiva na frente ocidental de guerra, trava a “batalha” de Arcos de Valdevez (ou da Veiga da Matança, nome que ainda perdura), provavelmente no final de 1128 ou no início de 1129. Infelizmente, Afonso Henriques e Egas Moniz não conseguiram conter o avanço do Imperador e retiraram-se para Guimarães com a grande nobreza: os irmãos Gonçalo Mendes de Sousa e Soeiro Mendes de Sousa; Garcia, Gonçalo, Henrique e Oveco Cendones; o próprio Mem e os seus irmãos, Ermígio Moniz de Riba Douro e Egas Moniz, e os filhos deste último (Lourenço, Ermígio e Rodrigo Viegas); Egas Gondesendes II de Baião; o conde Afonso Nunes de Celanova, e outros, como Garcia Soares, Sancho Nunes, Nuno Guterres, Nuno Soares, Mem Fernandes, Paio Pinhões, Pero Gomes, Mem Pais, Romão Romanes, Paio Ramires, Mem Viegas, e Gueda Mendes.
A situação dos sitiados é precária, mas Afonso Henriques atua com os seus nobres: Paio Soares da Maia e os sobrinhos, Soeiro Mendes da Maia, Gonçalo Mendes da Maia e Paio Mendes, arcebispo de Braga.
Contrariamente ao que se costuma relatar, Afonso Henriques nunca foi pressionado para cumprir a palavra dada ao Imperador; aliás essa promessa dos nobres é imediatamente quebrada em 1130 com a invasão da Galiza, travando-se a Batalha de Cerneja (1137), da qual saem vitoriosos os portucalenses. Afonso VII não pôde conter as invasões dadas as querelas com o padrasto em Aragão.

## A vida na corte
Logo em 1128, quando Afonso Henriques confirma o foral dado a Guimarães pelos pais, Mem era, na verdade, um dos burgueses que comigo suportaram o mal e o sacrifício em Guimarães, cujos privilégios incluíamː nunca dêem fossadeira das suas herdades e o seu haver onde quer que seja esteja a salvo e quem o tomar por mal pague-me 60 soldos e dê, além disso, o haver em dobro ao seu dono.
Em 1130, Afonso Henriques doou bens em Piares, e a igreja de Santa Maria de Penhalonga a Mem Moniz, provavelmente como mais uma recompensa pelo apoio na Batalha que dois anos antes travara contra a mãe. Mem estará, a partir de então, bastante presente na corte, chegando inclusive a assinar documentos como mordomo-mor, em provável substituição do seu ausente irmão Ermígio, que deteve o cargo até à morte.
Em 1140, assiste, ao lado do monarca, ao lançamento da primeira pedra do que viria a ser o Mosteiro de Tarouca.

### No campo de batalha
Mem Moniz foi ainda um nobre muito ativo após a Batalha de São Mamedeːparece ter integrado a lide de Ourique contra os mouros e terá também acompanhado o infante nas guerras contra o Reino de Leão. Em 1140, parte de Lamego com o rei para combater os mouros de Omar, que vinham de destruir Leiria nos recontros de Trancoso (vila que fora igualmente assolada), e em 1147 combate na tomada de Santarém.

#### Na Batalha de Ourique

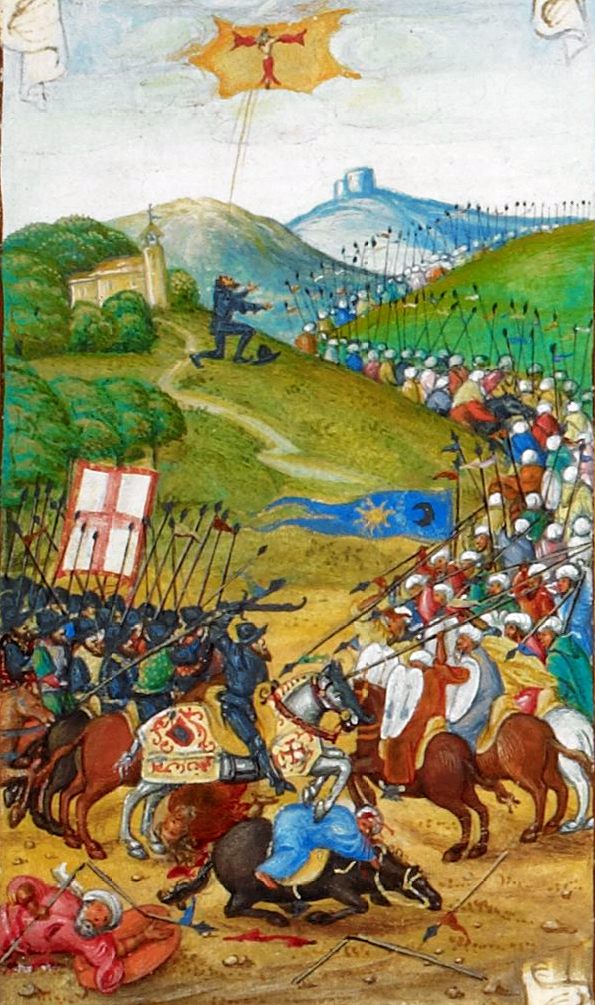
Representação da Batalha de Ourique na Genealogia dos Reis de Portugal

É provável que este fidalgo tenha entrado na Batalha de Ourique, ao lado de Afonso Henriques como seu coadjuvante. A retaguarda da batalha teria sido dada ao sobrinho e ao cunhado de Mem Moniz, Lourenço Viegas de Ribadouro e Gonçalo Mendes de Sousa. É também crível (embora não documentada) a realização de um congresso após a batalha, na igreja de Almacave, onde Lourenço terá intervindo, dizendo:
Citação: Fez-vos juntar aqui el-rei D. Afonso, o qual levantastes no campo de Ourique, para que vejais as letras do Santíssimo Padre e digais se quereis que ele seja rei; e se assim é a vossa vontade, dai-lhe a insígnia real.  “Quereis fazer leis da nobreza e da justiça?
Colocada a coroa dos reis godos na cabeça do príncipe por mão do arcebispo de Braga, feitas as leis sobre a herança e a sucessão do reino, voltaria Lourenço a erguer-se:
Citação: Quereis fazer leis da nobreza e da justiça?
Feitas essas leis, perguntou novamente:
Citação: Quereis que el-rei nosso senhor vá às cortes de el-rei de Leão, ou lhe dê tributo ou a alguma pessoa, tirando ao senhor Papa que o confirme no reino?
E todos de espada alçada teriam proclamado a independência de Portugal e do seu rei.

## Papel fundiário
Mem Moniz foi senhor de várias honras, como a de Santa Ovaia (Inq.1258) e das vilas rurais montemuranas de Ramires, Vale de Papas e Vigião, todas perto de Cinfães. Partilhou a honra de Caria com o seu irmão.
Deverá ter enviuvado entre as décadas de 30 e 40 do século, pois em 1141, Mem surge já com a sua nova esposa, “Meana”[a] Cristina Gonçalves “das Astúrias”, a fazer doação de bens em Penafiel à Ordem dos Templários, e em 1146, nova doação ao Mosteiro de Paço de Sousa, designando-se Cristina como “Deo-vota”. Em 1151, confirmaram ainda duas trocas de bens que tinham em Arcas de Sever (em Moimenta da Beira), feitas com o Mosteiro de Tarouca, sendo então aí abade D. Randulfo. 

### Magnate povoador
Mem Moniz terá sido o grande responsável pelo aforamento das várias vilas situadas na Serra de Montemuro, na região ribaduriense. Enquanto prestameiro, povoou com carta de foro as duas povoações de Vilas Boas (Baixo e Cima, 1122), Marcelim (1132), Pomeiró  (1137), Gralheira (1144), bem como Aveloso e Macieira. Deu ainda ao abade Roberto (provavelmente de Paço de Sousa), o direito de foro da vila de Alheira e aforou, com o rei de Portugal e a esposa, a vila de Espinho (1144), concedendo a esses povoadores as herdades que aí detinham.  
Mem Moniz é tido também como o fundador das célebres honras de Barbosa e Lagares, ambas, no entanto, formadas em consequência de atos criminais que julgara enquanto tenente de Penafiel. Na freguesia de São Martinho de Rãs, tendo dois homens, que prendera por delitos cometidos, fugido da prisão, o magnate confiscou-lhes os bens, e fundou aí a honra de Barbosa, que deixaria à sua filha Teresa.
Em Lagares, uns herdadores padroeiros da igreja de S. Martinho cometeram homicídio e fugiram da terra. O magnate, não os conseguindo apanhar para os julgar, tomou-lhes a igreja e a maior parte da terra, reservou para si estes bens, que mais tarde doou ao Mosteiro de Paço de Sousa.

## Morte e posteridade
Mem Moniz sobreviveu alguns anos ao irmão, pois o último ato que dele se conhece é a assinatura que fez em 1152, na carta de couto que doa à sua cunhada viúva, Teresa Afonso. Terá falecido por volta de 1154, tendo sido provavelmente sepultado junto do seu irmão, no Mosteiro de Paço de Sousa.
Sabe-se que a honra de Barbosa, fundada por ele, foi herdada pela sua filha Teresa, que casando com Sancho Nunes II de Celanova, ou Sancho Nunes de Barbosa, produziu descendência que adotou o nome da honra como apelido.

## Matrimónio e descendência
Mem Moniz casou por duas vezes. A primeira com Gontinha Mendes de Sousa , filha de D. Mem Viegas de Sousa (1070 - 1130) e de Teresa Fernandes de Marnel, de quem teve:
- Teresa Mendes de Ribadouro[8], desposou D. Sancho Nunes de Barbosa
- Ouroana Mendes de Ribadouro[8], desposou D. Godinho Fafes de Lanhoso "o Velho", 5ª Senhor de Lanhoso.
- Dórdia Mendes de Ribadouro[8], desposou D. Nuno Mendes de Bragança
- Elvira Mendes de Ribadouro[8], desposou D. Pedro Gomes de Basto
- Mor Mendes de Ribadouro[8]

Mem Moniz enviuvou e a dada altura contraiu novo matrimónio com Cristina Gonçalves das Astúrias, de quem teve:
- Ermígio Mendes de Ribadouro[8] , casado com D. Sancha Pires de Bragança.